# Concatedral de la Natividad de la Santísima Virgen María (Juneau)
La Catedral de la Natividad de la Santísima Virgen María  (en inglés: Cathedral of the Nativity of the Blessed Virgin Mary) es la catedral de la Diócesis de Juneau. Está localizada en 416 Fifth Street en Juneau, Alaska, y se la considera como una de las más pequeñas en Norteamérica. Pertenece a la arquidiócesis de Anchorage-Juneau.
En 1885, la parroquia fue creada por la comunidad minera creciente de la Cuenca Silverbow. Una iglesia fue construida en 1886 en la misma cuadra de la Quinta Calle, donde actualmente se encuentra la catedral. Esta iglesia fue reemplazada en 1910 con la construcción de la catedral actual. La iglesia fue consagrada a catedral en 1951, cuando la Diócesis de Juneau fue creada.